# Coprinellus radians
Coprinellus radians là một loài nấm trong họ Psathyrellaceae. Nó được miêu tả đầu tiên là Agaricus radians bởi nhà nấm học John Baptiste Henri Joseph Desmazières năm 1828, sau đó được xếp vào chi Coprinellus năm 2001.